# Namsan-dong, Daegu
Namsan-dong (koreanska: 남산동) är en stadsdel i staden Daegu i den sydöstra delen av Sydkorea, 240 km sydost om huvudstaden Seoul. Den ligger i stadsdistriktet Jung-gu.

## Indelning
Administrativt är Namsan-dong indelat i:
| Namn    | Namn               | Yta km² | Invånare 31 dec 2020 |
| ------- | ------------------ | ------- | -------------------- |
| 남산1동 | Namsan 1(il)-dong  | 0,39    | 5 163                |
| 남산2동 | Namsan 2(i)-dong   | 0,38    | 4 355                |
| 남산3동 | Namsan 3(sam)-dong | 0,40    | 7 074                |
| 남산4동 | Namsan 4(sa)-dong  | 0,45    | 11 898               |